# Селеста (коммуна)
Селеста́ (фр. Sélestat МФА: [se.lɛ.sta ]о файле; нем. Schlettstadt, Шлеттштадт; эльз. Schlettstàdt [ˈʃlɛd̥ʃd̥ɐd̥]) — коммуна на северо-востоке Франции в регионе Гранд-Эст, департамент Нижний Рейн, округ Селеста-Эрстен, кантон Селеста.

## Географическое положение
Город расположен на реке Иль на границе с ФРГ в 40 км к юго-западу от Страсбурга и в 40 км к северо-западу от Фрайбурга. Селеста — супрефектура округа Селеста-Эрстен.
Площадь коммуны — 44,4 км², население — 19 459 человек (2006) с тенденцией к стабилизации: 19 332 человека (2013), плотность населения — 435,4 чел/км².

## История
Во времена Каролингов Шлеттштадт являлся королевским пфальцем.
Средневековая история города тесно связана с Гогенштауфенами. Хильдегарда Бюренская, вдова основателя династии, Фридриха Бюренского, бабушка Барбароссы построила около 1087 года часовню Гроба Господнего, которую её сыновья в 1094 году подарили монастырю Конк. В 1095 году они основали здесь пробство и ввели культ святой Фе в Эльзасе.
Пробство владело городом, пока Фридрих Одноглазый, по чьему повелению была воздвигнута городская стена в 1216 году, не даровал городу права свободного имперского города. Управление городом с тех пор осуществлялось одновременно и церковью, и бюргерством. По договору с королём Рудольфом I городская власть целиком перешла к государству. Наступил период расцвета города: развивалась торговля, строились новые городские укрепления, город принял в свои стены монашеский орден. В 1354 году он вошёл в Декаполис — союз 10 свободных городов Эльзаса.
В эпоху Ренессанса город стал столицей гуманизма. Латинская школа и колледж гуманистов, чья библиотека сохранилась до наших дней, были известны всей Европе.
Реформация, Крестьянская война в Германии и Тридцатилетняя война привели город к упадку. После Вестфальского мира 1648 года и по Нимвегенским мирным договорам 1679 года Шлеттштадт, как и остальные города Декаполиса, отошёл Франции. Выдающийся французский военный инженер Себастьен Ле Претр де Вобан возвёл в городе новые укрепления, Шлеттштадт стал местом дислокации военного гарнизона.
После административных реформ Французской революции Шлеттштадт вошёл в департамент Нижний Рейн.

## Население
Население коммуны в 2011 году составляло 19 181 человек, в 2012 году — 19 397 человек, а в 2013-м — 19 332 человека.
| 1962  | 1968  | 1975  | 1982  | 1990  | 1999  | 2006  | 2008  | 2011  | 2012  | 2013  |
| ----- | ----- | ----- | ----- | ----- | ----- | ----- | ----- | ----- | ----- | ----- |
| 13818 | 14635 | 15248 | 15112 | 15538 | 17179 | 19459 | 19313 | 19181 | 19397 | 19332 |

Динамика населения:

## Экономика
В 2010 году из 13019 человек трудоспособного возраста (от 15 до 64 лет) 9745 были экономически активными, 3274 — неактивными (показатель активности 74,9 %, в 1999 году — 74,5 %). Из 9745 активных трудоспособных жителей работали 8462 человека (4462 мужчины и 4000 женщин), 1283 числились безработными (578 мужчин и 705 женщин). Среди 3274 трудоспособных неактивных граждан 998 были учениками либо студентами, 1078 — пенсионерами, а ещё 1198 — были неактивны в силу других причин.

## Достопримечательности (фотогалерея)
- Романская церковь святой Фе — построена в XII—XIII вв., главная достопримечательность города
- Готическая церковь святого Георга — построена в XIII—XV вв.
- Часовая башня
- Библиотека гуманистов Шлеттштадта. Существует с 1452 года. Здесь хранятся бесценные старинные книги, среди которых 450 рукописей, 550 инкунабул.
- Старый город
- Замок Верхний Кёнигсбург в 10 км от города.

- Вид на коммуну
- Вид с моста на город
- Вид с реки Иль
- Вокзал
- Здание супрефектуры
- Здание отеля

## Интересные факты
- Считается, что в Шлеттштадте впервые появилась традиция украшать дома к Рождеству ёлками. Об этом свидетельствует запись, датированная 1521 годом в счётной книге: «Item IIII schillinge dem foerster die meyen an sanct Thomas tag zu hieten» (4 шиллинга — лесничему за охрану ёлок, начиная со Дня святого Томаса (21 декабря)). C этого времени ёлки появляются в домах зажиточных горожан в качестве рождественского украшения.
- Эразм Роттердамский, который учился здесь в высшей школе Агриколы[1], посвятил городу своё стихотворение «Похвала Шлеттштадту». Интересно, что на современном нидерландском Sletstad (немецкое ш соответствует нидерландскому с) означает «сучий город» или «город шлюх», и название стихотворения Эразма звучит двусмысленно.

## Города-побратимы
- Дорнбирн, Австрия
- Гренхен, Швейцария
- Вальдкирх, Германия

## Знаменитые жители города
- Шлеттштадт, Самуил (XIV век) — германский галахист и раввин.
- Ментелин, Иоганн (1410—1478) — немецкий книгопечатник, автор «Библии Ментелина».
- Крамер, Генрих (1430—1505) — немецкий монах доминиканского ордена, инквизитор, автор «Молота ведьм».
- Вимпфелинг, Якоб (1450—1528) — немецкий гуманист, поэт и педагог.
- Буцер, Мартин (1491—1551) — церковный реформатор.